# Kanton Saint-Pierre-4
Der Kanton Saint-Pierre-4 war von 1988 bis 2015 ein französischer Wahlkreis im Arrondissement Saint-Pierre des Übersee-Départements Réunion. Er umfasste einen Teil der Gemeinde Saint-Pierre.